# دیوید مرسی
دیوید مرسی (انگلیسی: David Méresse؛ ۱۶ فوریه ۱۹۳۱ – ۸ آوریل ۲۰۲۰) بازیکن فوتبال اهل فرانسه بود.